# Records de Chine d'athlétisme
Les records de Chine d'athlétisme sont les meilleures performances réalisées par des athlètes chinois et homologuées par l'Association d'athlétisme de la République populaire de Chine.

## Plein air

### Hommes
| Épreuve              | Record | Athlète                                                            | Date                      | Compétition                      | Lieu                    | Réf.   |
| -------------------- | --- | ------------------------------------------------------------------ | ------------------------- | -------------------------------- | ----------------------- | ------ |
| 100 m                | 9 s 83 (+ 0,9 m/s) (AR) | Su Bingtian                                                        | 1er août 2021             | Jeux olympiques                  | Tokyo                   | [ 1 ]  |
| 200 m                | 19 s 88 (+ 0,9 m/s) (AR) | Xie Zhenye                                                         | 21 juillet 2019           | London Grand Prix                | Londres                 |        |
| 400 m                | 45 s 14 | Guo Zhongze                                                        | 3 septembre 2017          | Jeux nationaux de Chine          | Tianjin                 | [ 2 ]  |
| 800 m                | 1 min 45 s 66 | Liu Dezhu                                                          | 20 avril 2024             | Xiamen Diamond League            | Xiamen                  | [ 3 ]  |
| 1 500 m              | 3 min 36 s 49 | Dou Zhaobo                                                         | 24 octobre 2003           | National City Games              | Changsha                |        |
| 3 000 m              | 7 min 56 s 19 | Zhang Guowei                                                       | 23 juin 1987              | Czech Grand Prix                 | Prague                  |        |
| 5 000 m              | 13 min 25 s 14 | Xia Fengyuan                                                       | 23 octobre 1997           | Jeux nationaux de Chine          | Shanghai                |        |
| 10 000 m             | 28 min 8 s 67 | Ren Longyun                                                        | 1er novembre 2007         |                                  | Wuhan                   |        |
| 5 km (route)         | 13 min 52 s | Mao Jinhu                                                          | 31 décembre 2023          | Cursa dels Nassos                | Barcelone               | [ 4 ]  |
| 10 km (route)        | 29 min 2 s | Chen Hongyu                                                        | 10 octobre 1999           |                                  | Pékin                   |        |
| Semi-marathon        | 1 h 1 min 46 s | Yu Shuiqing                                                        | 23 février 2025           |                                  | Meishan                 | [ 5 ]  |
| 30 km (route)        | 1 h 33 min 34 s | Bai Jinpeng                                                        | 19 février 2006           |                                  | Ome                     |        |
| Marathon             | 2 h 6 min 57 s | He Jie                                                             | 24 mars 2024              | Marathon de Wuxi                 | Wuxi                    | [ 6 ]  |
| 110 m haies          | 12 s 88 (+1,1 m/s) (AR) | Liu Xiang                                                          | 11 juillet 2006           | Athletissima                     | Lausanne                | [ 7 ]  |
| 400 m haies          | 48 s 78 | Xie Zhiyu                                                          | 4 août 2023               | Universiades                     | Chengdu                 | [ 8 ]  |
| 3 000 m steeple      | 8 min 10 s 46 | Sun Ripeng                                                         | 19 octobre 1997           | Jeux nationaux de Chine          | Shanghai                |        |
| Saut en hauteur      | 2,39 m (AR) | Zhu Jianhua                                                        | 10 juin 1984              | International High-Jump Meeting  | Eberstadt               |        |
| Saut à la perche     | 5,82 m | Xue Changrui Yao Jie                                               | 8 août 2017 10 juin 2023  | Championnats du monde            | Londres Hangzhou        | [ 9 ]  |
| Saut en longueur     | 8,47 m (0,0 m/s) 8,47 m (+ 0,7 m/s) | Li Jinzhe Wang Jianan                                              | 28 juin 2014 16 juin 2018 |                                  | Bad Langensalza Guiyang | [ 10 ] |
| Triple saut          | 17,59 m (0,0 m/s) (AR) | Li Yanxi                                                           | 26 octobre 2009           | Jeux nationaux de Chine          | Jinan                   | [ 11 ] |
| Lancer du poids      | 20,41 m | Zhang Jun                                                          | 11 décembre 2009          | Jeux de l'Asie de l'Est          | Hong Kong               | [ 12 ] |
| Lancer du disque     | 65,16 m | Li Shaojie                                                         | 7 mai 1996                | Championnats de Chine            | Nanjing                 |        |
| Lancer du marteau    | 77,04 m | Bi Zhong                                                           | 4 août 1989               |                                  | Jinggangshan            |        |
| Lancer du javelot    | 89,15 m (AR) | Zhao Qinggang                                                      | 2 octobre 2014            | Jeux asiatiques                  | Incheon                 | [ 13 ] |
| Décathlon            | 8 290 pts | Qi Haifeng                                                         | 28–29 mai 2005            | Hypo-Meeting                     | Götzis                  |        |
| Décathlon            | 10 s 87 (+0,9 m/s) (100 m), 7,40 m (+0,1 m/s) (longueur), 13,41 m (poids), 2,03 m (hauteur), 48 s 72 (400 m) / 14 s 63 (-1,4 m/s) (110 m haies), 48,57 m (disque), 4,70 m (perche), 64,53 m (javelot), 4 min 32 s 02 (1 500 m) |                                                                    |                           |                                  |                         |        |
| 10 000 m marche      | 38 min 23 s 76 | Wang Zhen                                                          | 8 février 2015            |                                  | Gênes                   |        |
| 10 km marche (route) | 37 min 44 s | Wang Zhen                                                          | 18 septembre 2010         | Coupe du monde de marche         | Pékin                   | [ 14 ] |
| 20 000 m marche      | 1 h 18 min 03 s 3 | Bo Lingtang                                                        | 7 avril 1994              | Championnats de Chine            | Pékin                   |        |
| 20 km marche (route) | 1 h 16 min 54 s | Wang Kaihua                                                        | 20 mars 2021              | Championnats hivernaux de marche | Huangshan               | [ 15 ] |
| 35 km marche (route) | 2 h 22 min 55 s (AR) | He Xianghong                                                       | 4 mars 2023               |                                  | Huangshan               | [ 16 ] |
| 50 000 m marche      | 3 h 48 min 13 s 7 | Zhao Yongsheng                                                     | 7 mai 1994                |                                  | Fana                    |        |
| 50 km marche (route) | 3 h 36 min 06 s (AR) | Yu Chaohong                                                        | 22 octobre 2005           | Jeux nationaux de Chine          | Nanjing                 |        |
| 4 × 100 m            | 37 s 79 | Équipe nationale Su Bingtian Xu Zhouzheng Wu Zhiqiang Xie Zhenye   | 4 octobre 2019            | Championnats du monde            | Doha                    | [ 17 ] |
| 4 × 100 m            | 37 s 79 | Équipe nationale Tang Xingqiang Xie Zhenye Su Bingtian Wu Zhiqiang | 6 août 2021               | Jeux olympiques                  | Tokyo                   | [ 18 ] |
| Relais 4 × 200 m     | 1 min 20 s 83 (AR) | Équipe Shandong Wang Shengjie Xie Yuqiang Zhang Yaorong Qiao Zhen  | 23 septembre 2021         | Jeux nationaux de Chine          | Xi'an                   | [ 19 ] |
| Relais 4 × 200 m     | 1 min 20 s 83 (AR) | Équipe Guangdong Su Bingtian Zhang Ruixian Mo Youxue Yan Haibin    | 23 septembre 2021         | Jeux nationaux de Chine          | Xi'an                   | [ 19 ] |
| 4 × 400 m            | 3 min 1 s 87 | Équipe nationale Liang Baotang Li Yiqing Zhang Qining Fu Haoran    | 10 mai 2025               | Relais mondiaux                  | Guangzhou               | [ 20 ] |
| 4 × 800 m            | 7 min 26 s 0 | Équipe nationale Han Bo Qinding Chun Wang Da Zhang Jinsong         | 3 octobre 1991            | Championnats de Chine            | Shanghai                |        |

### Femmes
| Épreuve              | Record | Athlète                                                          | Date                 | Compétition                            | Lieu             | Réf.   |
| -------------------- | --- | ---------------------------------------------------------------- | -------------------- | -------------------------------------- | ---------------- | ------ |
| 100 m                | 10 s 79 (0,0 m/s) (AR) | Li Xuemei                                                        | 18 octobre 1997      | Jeux nationaux de Chine                | Shanghai         | [ 21 ] |
| 200 m                | 22 s 01 (0,0 m/s) (AR) | Li Xuemei                                                        | 22 octobre 1997      | Jeux nationaux de Chine                | Shanghai         | [ 21 ] |
| 400 m                | 49 s 81 | Ma Yuqin                                                         | 11 septembre 1993    | Jeux nationaux de Chine                | Pékin            | [ 21 ] |
| 800 m                | 1 min 55 s 54 (AR) | Liu Dong                                                         | 9 septembre 1993     | Jeux nationaux de Chine                | Pékin            | [ 21 ] |
| 1 500 m              | 3 min 50 s 46 (AR) | Qu Yunxia                                                        | 11 septembre 1993    | Jeux nationaux de Chine                | Pékin            | [ 21 ] |
| 3 000 m              | 8 min 06 s 11 (WR) | Wang Junxia                                                      | 13 septembre 1993    | Jeux nationaux de Chine                | Pékin            | [ 21 ] |
| 5 000 m              | 14 min 28 s 09 (AR) | Jiang Bo                                                         | 23 octobre 1997      | Jeux nationaux de Chine                | Shanghai         | [ 21 ] |
| 10 000 m             | 29 min 31 s 78 (AR) | Wang Junxia                                                      | 8 septembre 1993     | Jeux nationaux de Chine                | Pékin            | [ 21 ] |
| Semi-marathon        | 1 h 07 min 55 s | Zhang Deshun                                                     | 25 février 2024      |                                        | Meishan          |        |
| Marathon             | 2 h 19 min 39 s | Sun Yingjie                                                      | 19 octobre 2003      | Marathon de Pékin                      | Pékin            |        |
| 100 mètres haies     | 12 s 64 (+0,1 m/s) | Zhang Yu                                                         | 9 septembre 1993     | Jeux nationaux de Chine                | Pékin            | [ 21 ] |
| 400 mètres haies     | 53 s 96 (AR) | Han Qing                                                         | 9 septembre 1993     | Jeux nationaux de Chine                | Pékin            | [ 21 ] |
| 400 mètres haies     | 53 s 96 (AR) | Song Yinglan                                                     | 22 novembre 2001     | Jeux nationaux de Chine                | Guangzhou        | [ 21 ] |
| 3 000 m steeple      | 9 min 20 s 32 | Zhang Xinyan                                                     | 8 avril 2021         | Yangtze River Delta Elite Invitational | Shaoxing         | [ 22 ] |
| Saut en hauteur      | 1,97 m | Jin Ling                                                         | 7 mai 1989           |                                        | Hamamatsu        |        |
| Saut à la perche     | 4,72 m (AR) | Li Ling                                                          | 18 mai 2019          | Shanghai Golden Grand Prix             | Shanghai         | [ 23 ] |
| Saut en longueur     | 7,01 m (+1,4 m/s) (AR) | Yao Weili                                                        | 5 juin 1993          | Championnats de Chine                  | Jinan            |        |
| Triple saut          | 14,90 m (+1,0 m/s) | Xie Limei                                                        | 20 septembre 2007    | National Grand Prix Final              | Ürümqi           | [ 24 ] |
| Lancer du poids      | 21,76 m (AR) | Li Meisu                                                         | 23 avril 1988        | Shijiazhuang Track Classic             | Shijiazhuang     |        |
| Lancer du disque     | 71,68 m (AR) | Xiao Yanling                                                     | 14 mars 1992         |                                        | Pékin            |        |
| Lancer du marteau    | 77,68 m (AR) | Wang Zheng                                                       | 29 mars 2014         |                                        | Chengdu          | [ 25 ] |
| Lancer du javelot    | 67,98 m (AR) | Lu Huihui                                                        | 2 août 2019          | Sélections chinoises                   | Shenyang         | [ 26 ] |
| Heptathlon           | 6 750 pts | Ma Miaolan                                                       | 11–12 septembre 1993 | Jeux nationaux de Chine                | Pékin            | [ 21 ] |
| Heptathlon           | 13 s 28 (+1,5 m/s) (100 m haies), 1,89 m(hauteur), 14,98 m(poids), 23 s 86 (200 m) / 6,64 m(longueur), 45,82 m(javelot), 2 min 15 s 83 (800 m) |                                                                  |                      |                                        |                  |        |
| 10 km marche (route) | 41 min 16 s (AR) | Wang Yan                                                         | 8 mai 1999           | Oder-Neisse Race Walk Grand Prix       | Eisenhüttenstadt |        |
| 20 km marche (route) | 1 h 23 min 49 s (WR) | Yang Jiayu                                                       | 20 mars 2021         | Championnats hivernaux de marche       | Huangshan        | [ 28 ] |
| 35 km marche (route) | 2 h 38 min 42 s (AR) | Liu Hong                                                         | 16 avril 2023        | Championnats du Japon du 35 km marche  | Wajima           |        |
| 50 km marche (route) | 3 h 59 min 15 s (WR) | Liu Hong                                                         | 9 mars 2019          |                                        | Huangshan        | [ 29 ] |
| 4 × 100 m            | 42 s 23 (AR) | Équipe Sichuan Xiao Lin Li Yali Liu Xiaomei Li Xuemei            | 23 octobre 1997      | Jeux nationaux de Chine                | Shanghai         | [ 21 ] |
| 4 × 200 m            | 1 min 32 s 76 (AR) | Équipe nationale Liang Xiaojing Wei Yongli Kong Lingwei Ge Manqi | 12 mai 2019          | Relais mondiaux                        | Yokohama         | [ 30 ] |
| 4 × 400 m            | 3 min 24 s 28 (AR) | Équipe Hebei An Xiaohong Bai Xiaoyun Cao Chunying Ma Yuqin       | 13 septembre 1993    | Jeux nationaux de Chine                | Pékin            | [ 21 ] |